# Apodíctic
Apodíctic (en grec antic, ἀποδεικτικός, 'demostrable') és en filosofia allò que es demostrable, que presenta un caràcter d'universalitat, de necessitat absoluta. Una proposició apodíctica sempre és necessàriament vertadera en qualsevol circumstància, en oposició a filosofia de les indeterminacions. Jacques Derrida utilitza el terme logocentrisme.
Segons la lògica aristotèlica, apodíctic és l'oposat a dialèctic, tal com una prova científica s'oposa a un raonament probabilista. Segons Kant, un judici apodíctic s'oposa a un judici assertòric, la veritat del qual no està demostrada, i a un judici problemàtic la veritat del qual només és versemblant o probable. Si s'afirma "un punt és inextens", això serà veritat en qualsevol circumstància i context. Però si diem «Catalunya pertany a l'estat espanyol» això pot ser veritat avui i no ser-ho demà. Aquest darrer enunciat, tot i no ser fals, no és apodíctic sinó assertòric.

## Etimologia
"Apodíctic" prové del grec apodeiktikos, significant “que demostra, que prova”.